# Мандас
Мандас (итал. Mandas) је насеље у Италији у округу Каљари, региону Сардинија.
Према процени из 2011. у насељу је живело 2209 становника. Насеље се налази на надморској висини од 480 м.

## Становништво
Према резултатима пописа становништва 2011. у општини је живело 2.238 становника.
| 1936. | 1951. | 1961. | 1971. | 1981. | 1991. | 2001. | 2011. |
| ----- | ----- | ----- | ----- | ----- | ----- | ----- | ----- |
| 2.586 | 3.047 | 3.003 | 2.750 | 2.723 | 2.648 | 2.464 | 2.238 |